# Chiesa di San Francesco d'Assisi a Monte Mario
La chiesa di San Francesco d'Assisi a Monte Mario è un luogo di culto cattolico di Roma situato nel suburbio Della Vittoria, in piazza di Monte Gaudio.

## Storia e descrizione
Conosciuta anche col nome di Sant'Onofrio in Campagna al Borgo Clementino, essa fu costruita su progetto di Pietro Passalacqua tra il 1667 ed il 1676, grazie ad un lascito di Bartolomeo Neri, protonotario apostolico e canonico della chiesa dei Santi Celso e Giuliano. La chiesa fu costruita al posto di una cappella di campagna, in precedenza fatta edificare dal Neri nel 1660. Fu consacrata solamente il 2 luglio 1728 da papa Benedetto XIII.
Il campanile fu ultimato nel 1678; le decorazioni interne della chiesa, in stile barocco (tra cui finissimi stucchi di angeli), sono di Pietro Baragiola; l'arco dell'abside fu aggiunto nel Settecento. L'altare maggiore, opera di Giuseppe Cacci, è in marmi policromi, ornato da colonne in stile corinzio.
La chiesa è parrocchia dal 15 ottobre 1703, eretta con il decreto del cardinale vicario Gaspare Carpegna Pastoralis officii, ed inizialmente affidata ai sacerdoti dell'Ordine di San Girolamo della Congregazione del Beato Pietro da Pisa (Gerolamini). Soppressa questa congregazione, la parrocchia passò ai padri Scolopi con la bolla di Pio XI Inter instituta del 12 gennaio 1933, che tuttora la reggono.
Nel 2003 venne costruita su progetto di Anna Claudia Cenciarini una nuova chiesa accanto a quella antica, per le celebrazioni festive; in stile moderno, si sviluppa in ampiezza piuttosto che in altezza ed è caratterizzata esternamente da un paramento murario in tufo con in facciata un bassorilievo marmoreo con Scene della vita di san Francesco, internamente da un unico ambiente quadrangolare illuminato da un lucernario centrale circolare, con abside semicircolare che ospita il presbiterio.

## Galleria d'immagini

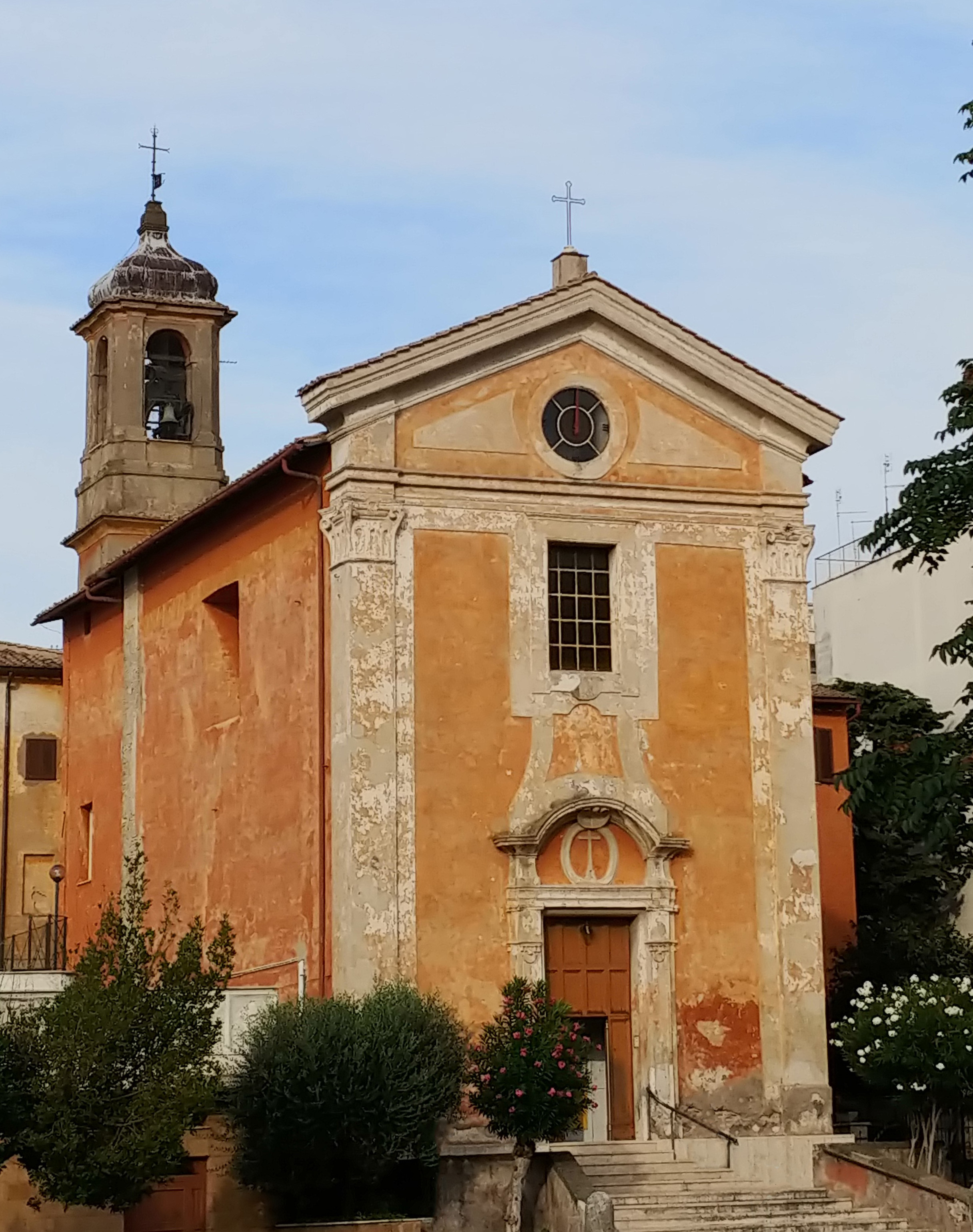
Esterno della chiesa vecchia
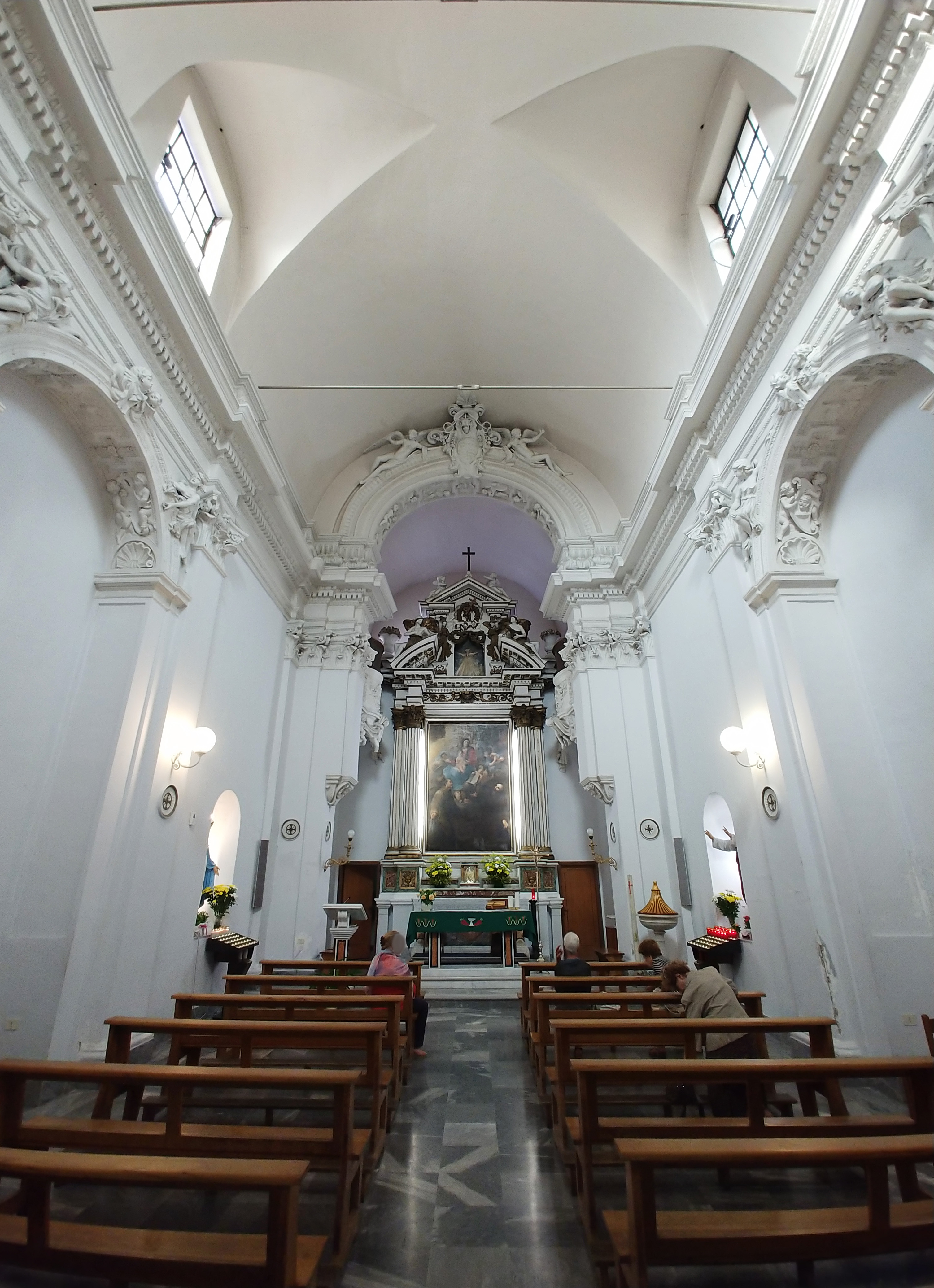
Interno della chiesa vecchia
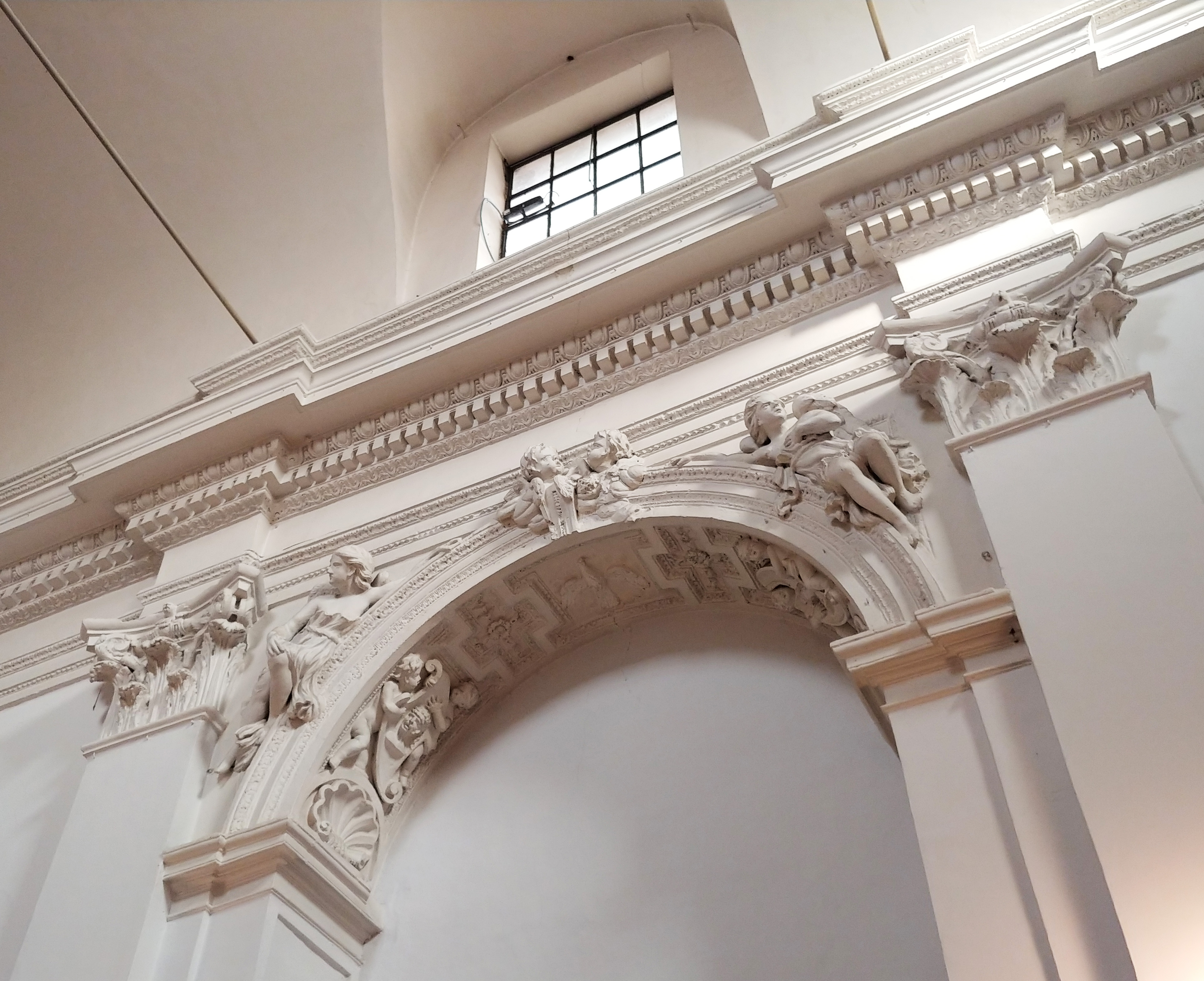
Stucchi nella chiesa vecchia
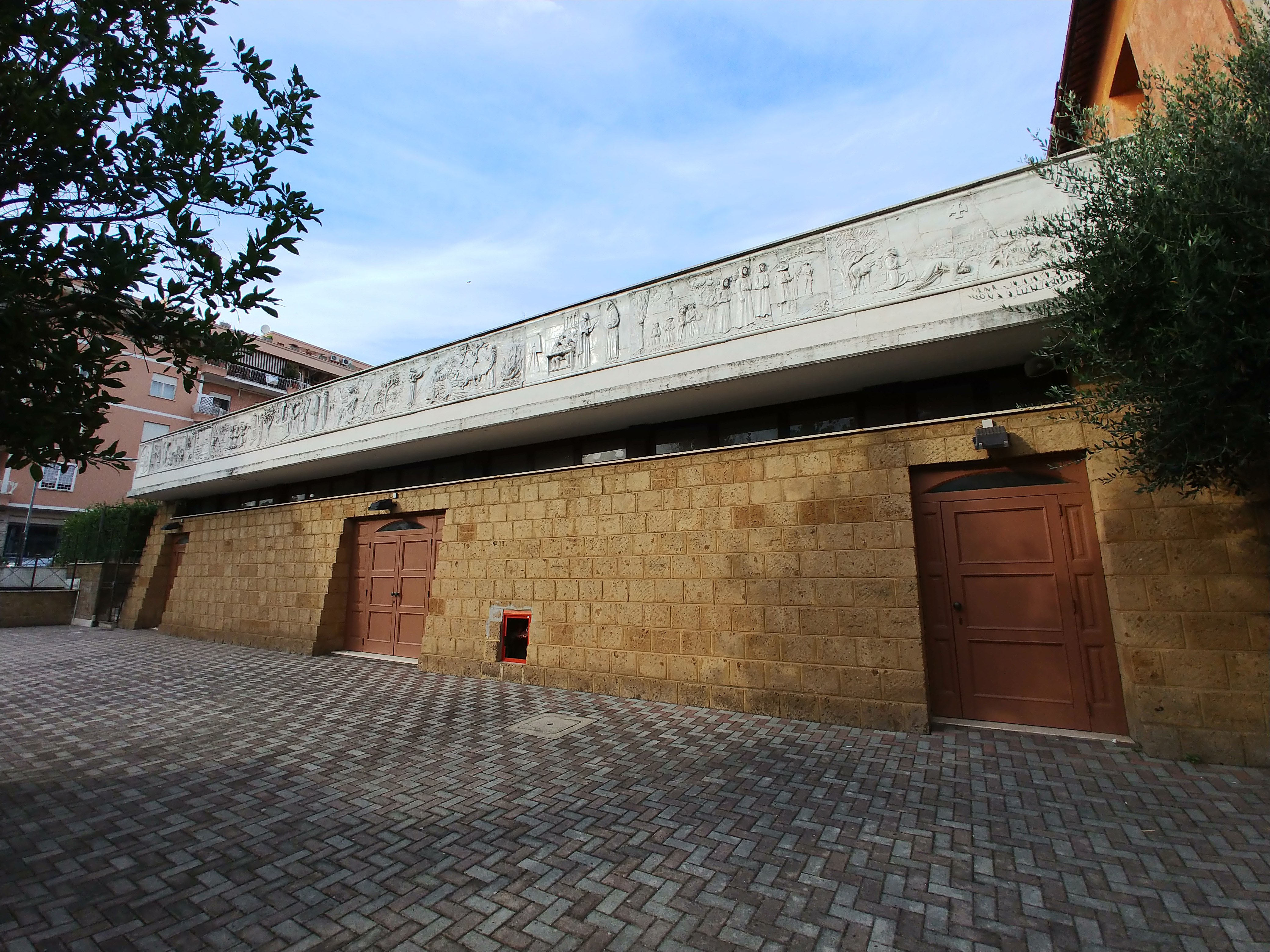
Prospetto della chiesa nuova
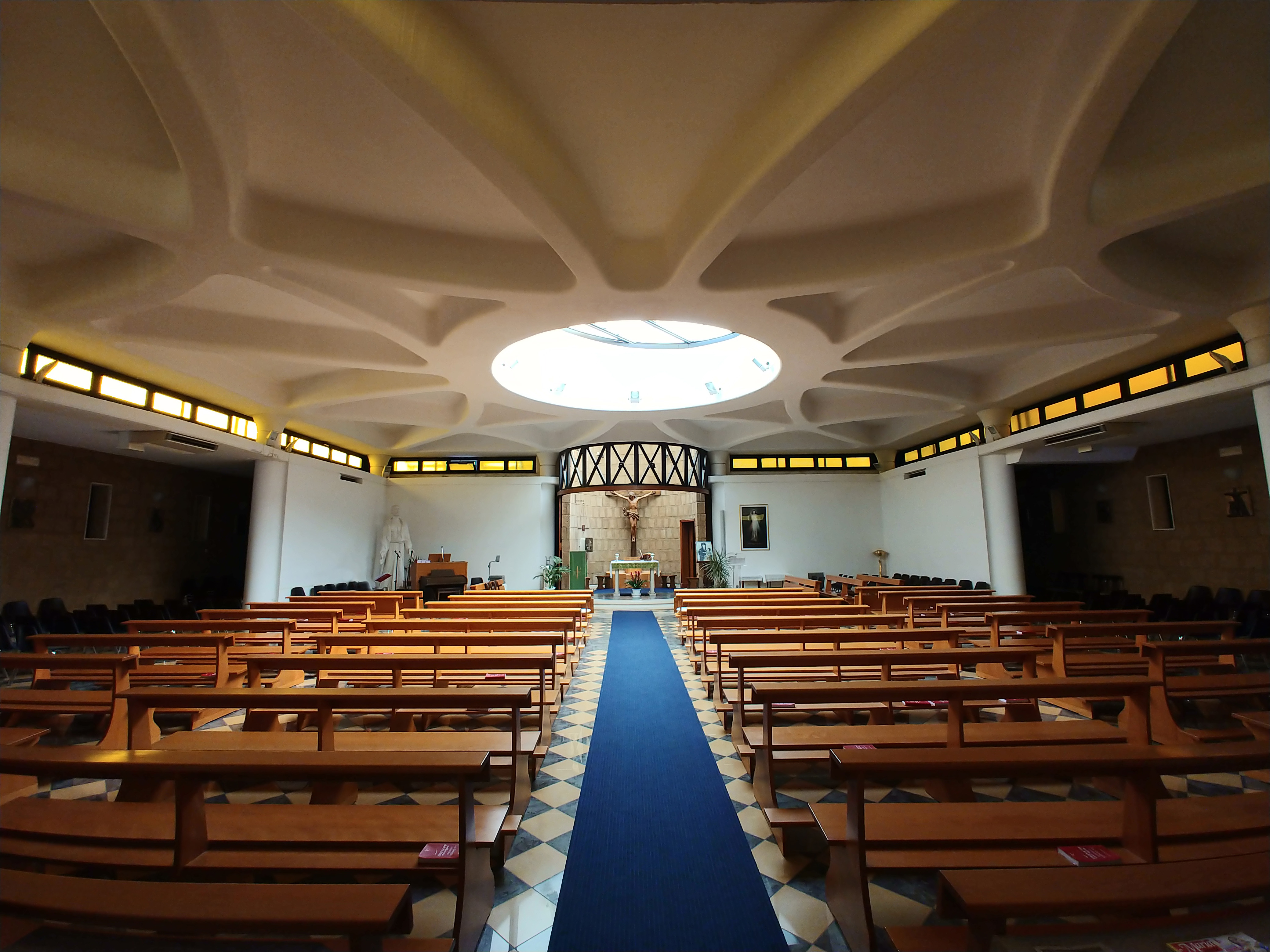
Interno della chiesa nuova
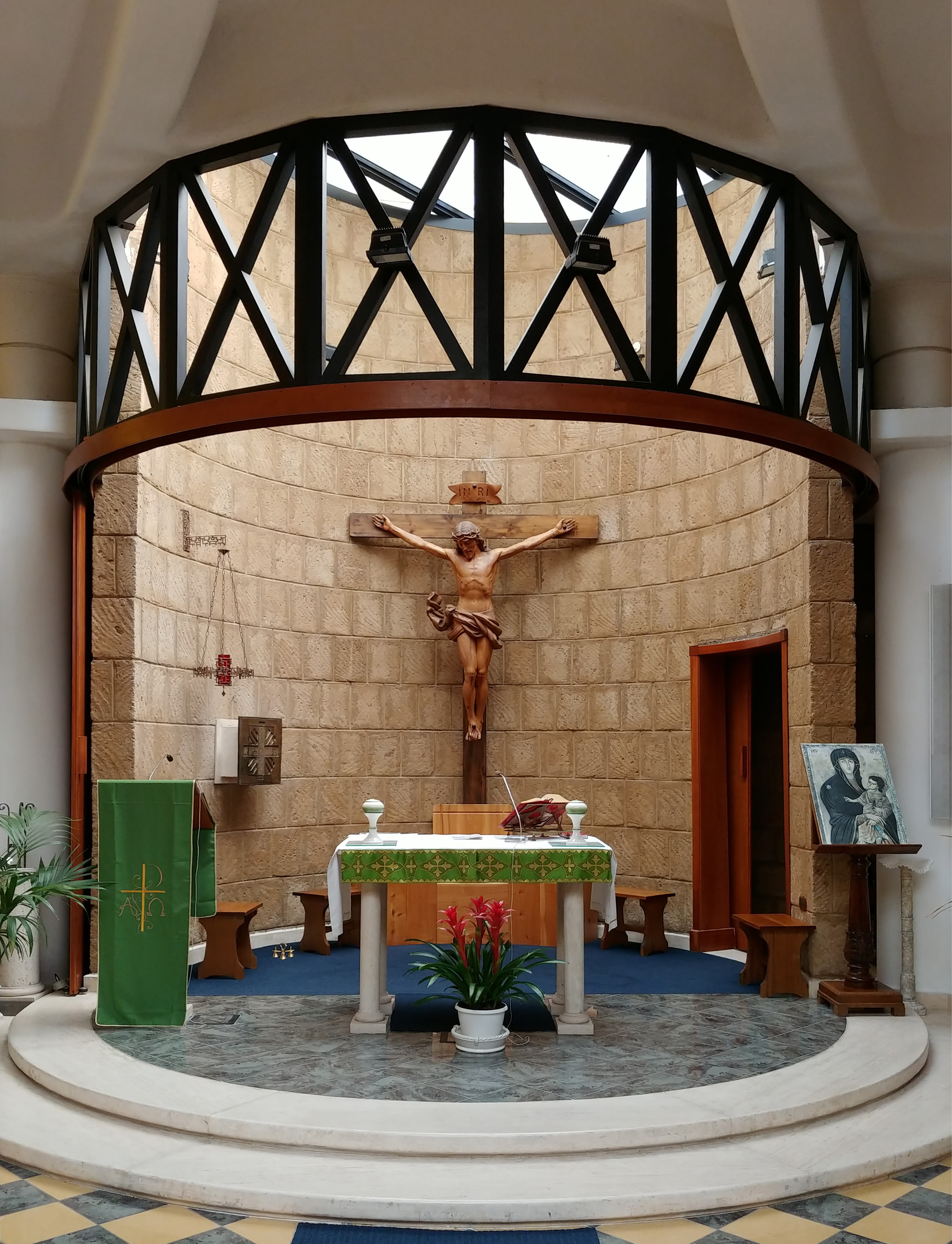
Abside della chiesa nuova